# We Are In There You Are Out Here
We Are In There You Are Out Here er det første studiealbum fra det danske elektro-rock-band Dúné. Albummet blev udgivet i Danmark den 29. maj 2007 på New Gang of Robot's Rec. / Iceberg Records. Den 5. oktober 2007 blev pladen udgivet i resten af kontinental Europa på Columbia Records, mens albummet kom på hylderne i Japan den 11. november 2008 med Iceberg Records som pladeselskab.
Albummet indeholder 12 spor, hvoraf de fire blev udgivet som single. Alle numre er komponeret af Dúné, mens sangteksterne er krediteret til forsanger Matt Kolstrup.

## Kommercielle meritter
Albummet peakede som nummer ni på IFPI Danmarks officielle Album Top-40 og fik platin for over 30.000 solgte eksemplarer. Derudover blev pladens tredje single "Dry Lips" i marts 2010 tildelt en guldplade af IFPI for over 15.000 solgte i Danmark.

## Kåringer og priser
I januar 2008 modtog Dúné den fineste pris ved DRs P3 Guld, da de i Radiohusets Koncertsal fik overrakt 100.000 kr. som vinder af P3 Prisen 2007.
We Are In There You Are Out Here vandt tre Danish Music Awards i 2008. Selve albummet fik prisen som "Årets Rock Udgivelse", mens bandet fik priserne som "Årets Nye Navn" og "Årets Gruppe".
Dúné blev i februar 2008 tildelt European Border Breakers Awards i franske Cannes, da albummet, var det debut album, som klarede sig bedst uden for Danmarks grænser i 2007.
I 2007 kårede Soundvenues læsere We Are In There You Are Out Here til årets album, foran The Floor Is Made Of Lavas All Juice, No Fruit.
I 2012 kårede læserne af det danske popmagasin Poplick.dk albummets tredje single "Dry Lips" som de sidste tyve års bedste popsang foran grupper som Aqua, Alphabeat, Nephew og Nik & Jay.

## Modtagelse
We Are In There You Are Out Here blev godt modtaget af de danske og udenlandske anmeldere. Gaffas Erik Barkman gav pladen fire ud af seks stjerner og skrev blandt andet:
| Citat | "Symfoniske synths går hånd i hånd med stikkende spader, en hæsblæsende rytmesektion og distancerede vokaler. Alt sammen leveret med prisværdig sikkerhed og professionalisme – men også med et lille spørgsmålstegn dér, hvor de stærke melodier burde være." | Citat |
|       | |       |

Soundvenue gav fire ud af seks stjerner, og anmelder Lars Møller kommenterede bandets unge alder med ordene: "I hvert fald ikke når den forvaltes med samme ungdommelige krudt i instrumenterne og indtagende melodier fra frontmand Mattias Kolstrups skarpe stemmebånd, som tilfældet er på debutalbummet. På min notesblok stod der nemlig »virkelig overbevisende!« efter at have stiftet bekendtskab med albummets seks første numre."
Kim Skotte fra Politiken gav albummet fem ud af seks hjerter med overskriften "Gymnasieband fra Skive bag forrygende debutalbum" og fortsatte de positiver toner i artiklen: 
| Citat | "Dúné synes særlig fokuseret på tidlig Cure, og Dúnés kloge insisteren på at fusionere synthesizerens retrobølger med nogle ordentlige guitarmobbedrenge og en dirrende ungdomsdesperation giver de skibonittiske teenagere en egen eksplosiv opskrift på succes." | Citat |
|       | |       |

## Produktion
Albummet blev indspillet i Popshit Recording Studio i Randers
We Are In There You Are Out Here er mixet af den engelske producer Graham Laybourne og mastereret af Bo Kondren.

### Personel

#### Band
- Mattias Kolstrup - Lead vokal, tekster
- Ole Bjórn - Synthesizer, kor
- Cecilie Dyrberg - Synthesizer & kor
- Danny Jungslund - Guitar
- Simon Troelsgaard - Guitar
- Piotrek Wasilewski - Bas guitar & synthesizer
- Malte Aarup-Sørensen - Trommer & percussion

#### Produktion
- Mark Wills - Produktion, optagelse, mix og ekstra synthesizere
- Dan Haugesen - Produktion og optagelse
- Graham Laybourne - Mix
- Bo Kondren - Masterering

## Sporliste
1. The Last Dinosaur in Congo – 4:18
2. No Speed (Naciskajacy Czas) – 3:12
3. Bloodlines – 2:46
4. John Wayne vs. Mary Chain – 3:15
5. Jack Beats Jim Leads – 2:58
6. Dry Lips – 3:21
7. Repeat It – 2:02
8. A Blast Beat – 3:05
9. 80 Years – 3:31
10. Why Discipline Control? – 3:46
11. Robot Beat – 2:53
12. Go Go Valentina – 7:37

### Singler fra albummet
1. Bloodlines (20. december 2006)
2. A Blast Beat (15. maj 2007)
3. Dry Lips (1. oktober 2007)
4. 80 Years (30. januar 2008)